# 9300 Johannes
9300 Johannes (1985 PS) là một tiểu hành tinh vành đai chính được phát hiện ngày 14 tháng 8 năm 1985 bởi E. Bowell ở trạm Anderson Mesa thuộc Đài thiên văn Lowell.